# Факу
Факу́ (кит. упр. 法库, пиньинь Fǎkù) — уезд города субпровинциального значения Шэньян (КНР). Название в переводе с маньчжурского языка означает «запруда для ловли рыбы».

## История
В 1906 году в этих местах был образован комиссариат. После Синьхайской революции комиссариат был в 1913 году преобразован в уезд Факу в составе провинции Фэнтянь. 
После образования в 1932 марионеточного государства Маньчжоу-го уезд оказался в составе провинции Фэнтянь; по окончании Второй мировой войны вошёл в состав провинции Ляобэй. В 1949 году провинция Ляобэй была расформирована, и уезд оказался в составе новосозданной провинции Ляоси. В 1954 году провинции Ляоси и Ляодун были объединены в провинцию Ляонин, и уезд был включён в состав Специального района Телин (铁岭专区). В 1958 году Специальный район Телин был расформирован, и уезд был передан под юрисдикцию властей Шэньяна.
В 1964 году был образован Специальный район Шэньян (沈阳专区), и уезд был передан в его состав. В 1968 году власти Специального района переехали из Шэньяна в Телин, и он вновь был переименован в Специальный район Телин. В 1970 году Специальный район Телин был переименован в Округ Телин (铁岭地区).
В 1984 году Округ Телин был расформирован, а вместо него был образован городской округ Телин. В 1993 году уезд был передан из состава городского округа Телин в состав города субпровинциального значения Шэньян.

## Административное деление
Уезд Факу делится на 14 посёлков, 4 волости и 1 национальную волость (Сыцзяцзы-Монгольская национальная волость).